# دو دوتا چهارتا
دو دوتا چهارتا (به هندی: Do Dooni Chaar) فیلمی محصول سال ۲۰۱۰ و به کارگردانی حبیب فیصل است. در این فیلم بازیگرانی همچون ریشی کاپور، نیتو سینگ و آکیلندرا میشرا ایفای نقش کرده‌اند.